# Międzynarodowy Program Bezpieczeństwa Chemicznego
Międzynarodowy Program Bezpieczeństwa Chemicznego (ang. International Programme on Chemical Safety, IPCS) – program powstały w 1980 roku będący wspólnym przedsięwzięciem Światowej Organizacji Zdrowia, Międzynarodowej Organizacji Pracy i Programu Środowiskowego Organizacji Narodów Zjednoczonych stworzonym na podstawie rekomendacji przyjętych na Konferencji sztokholmskiej w 1972 roku. Celem programu jest stworzenie naukowych podstaw bezpiecznego użycia substancji chemicznych oraz wspieranie narodowych programów dotyczących bezpieczeństwa chemicznego, który realizowany jest poprzez m.in.
- określanie i rozpowszechnianie danych o ryzyku i zagrożeniach dla zdrowia ludzkiego i środowiska naturalnego stwarzanych przez substancje chemiczne;
- rozwój metod, m.in. epidemiologicznych, ekologicznych i laboratoryjnych, służących do oceny tych zagrożeń i ryzyka;
- szkolenie specjalistów[1][2].

W ramach programu przygotowywane są także Międzynarodowe Karty Bezpieczeństwa Chemicznego (ang. International Chemical Safety Cards, ICSC).